# وسيط (رياضيات)
المَعلم أو الوسيط (بالإنجليزية: Parameter)‏ (نقحرة: بارامتر) هو عنصر أو قيمة ثابتة في معادلة، حيث يتم تغيير قيم الأوسطة في دالة، لمعرفة سلوك المنحنى أوالسطح الناتج عن هذه الدالة . لذا فهذا النوع من الثابتات يسهم في اتخاذ القرار.

## في دوال الرياضيات

### الهندسة التحليلية
انظر إلى معادلة وسيطية.
في الهندسة التحليلية، عادة ما يُعبر عن المنحنيات على شكل صور بعض الدوال. على سبيل المثال، يمكن أن يُعبر عن دائرة شعاعها يساوي الواحد ومركزها هو مركز المَعلم بأكثر من طريقة.
- الصيغة الضمنية

{\displaystyle x^{2}+y^{2}=1}
- باستعمال الوسيط

{\displaystyle (x,y)=(\cos \;t,\sin \;t)}
حيث t وسيط.